# Ise/Orun
Ise/Orun è una delle sedici aree a governo locale (local government areas) in cui è suddiviso lo Stato di Ekiti, nella Repubblica Federale della Nigeria. Si estende su una superficie di 432 km² e conta una popolazione di 113.754 abitanti.